# Cheseaux-sur-Lausanne
Cheseaux-sur-Lausanne är en ort och kommun i distriktet Lausanne i kantonen Vaud, Schweiz. Kommunen har 4 841 invånare (2023).